# Aspidonepsis flava
Aspidonepsis flava är en oleanderväxtart som först beskrevs av Nicholas Edward Brown, och fick sitt nu gällande namn av A. Nicholas och D.J. Goyder. Aspidonepsis flava ingår i släktet Aspidonepsis och familjen oleanderväxter. Inga underarter finns listade i Catalogue of Life.